# Vịt đầu hồng
Vịt đầu hồng (danh pháp hai phần: Rhodonessa caryophyllacea) là một loài chim trong họ Vịt.